# Mirwa
Mirwa är ett vattendrag i Burundi. Det ligger i den norra delen av landet, 130 kilometer nordost om huvudstaden Bujumbura.
Omgivningarna runt Mirwa är en mosaik av jordbruksmark och naturlig växtlighet. Runt Mirwa är det tätbefolkat, med 343 invånare per kvadratkilometer.